# Union nationale des étudiants de France
L'Union nationale des étudiants de France (UNEF) est un syndicat étudiant de gauche fondé en 1907. Elle se donne pour but de défendre les intérêts des étudiants, d'exprimer leurs opinions sur la gestion des infrastructures universitaires, que ce soit la recherche scientifique, la restauration universitaire, les logements étudiants.
Historiquement positionnée à gauche, l'UNEF est considérée pendant plusieurs décennies comme proche de la gauche socialiste,,. À partir des années 2010, son orientation politique connaît une évolution. L'organisation tend à prendre ses distances avec sa proximité historique vis-à-vis du Parti socialiste et adopte des positions souvent décrites comme relevant d'une gauche plus critique ou combative, une tendance particulièrement observée depuis le quinquennat de François Hollande.
Elle est la quatrième organisation étudiante en nombre de sièges au Conseil national de l'enseignement supérieur et de la recherche, derrière la FAGE, l'Union étudiante et l'UNI et troisième au Centre national des œuvres universitaires et scolaires.
En 2021, l'UNEF revendique 30 000 adhérents.

## Historique depuis la réunification
L'UNEF est fondée en mai 1907 à Lille, sous le nom d'Union nationale des associations d’étudiants de France et est reconnue d'utilité publique en mai 1929.

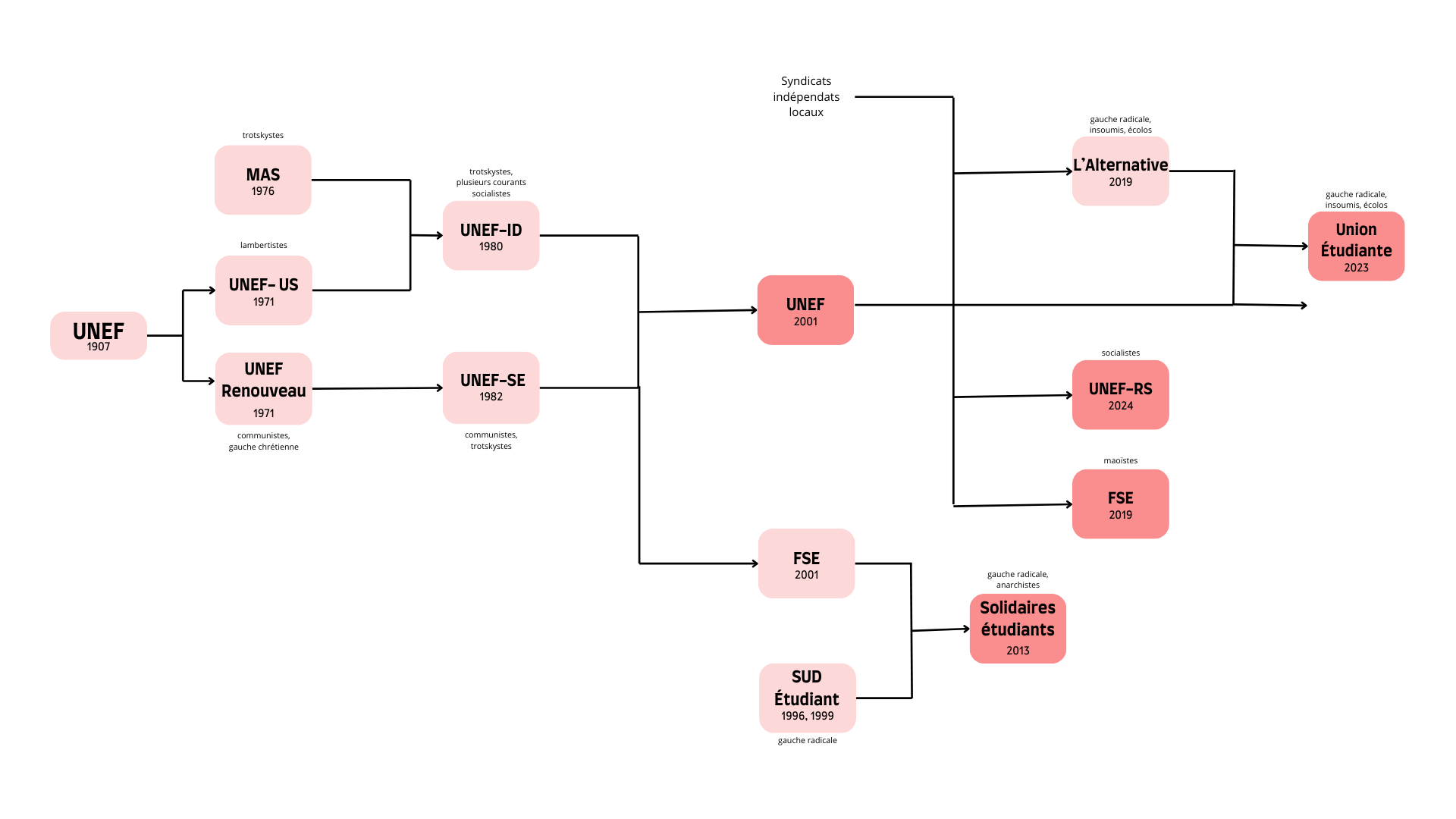
Évolution des syndicats étudiants de gauche français, dont les différentes UNEF.

Après une scission dans les années 1970, durant laquelle plusieurs organisations portent le nom « UNEF », l’organisation est refondée en 2001 en réunissant une partie des deux organisations revendiquant ce nom :
- 2001 : une assemblée générale de l'UNEF-ID et de l'UNEF dite Solidarité étudiante à Paris aboutit à la fusion de l'UNEF-ID et d'une partie de l'UNEF dite Solidarité étudiante menée par son ancienne direction nationale sous le nom d'UNEF. Certaines AGE de l'UNEF dite Solidarité étudiante, refusent cette « réunification » et se divise. Une partie se retrouve à la Fédération syndicale étudiante, une autre crée l'UNEF-Résistance syndicale, qui disparaît rapidement ;
- 2002 : l'UNEF se positionne contre la réforme Licence-Master-Doctorat ;
- 2003 : la tendance syndicale menée par Julie Coudry quitte l'UNEF pour fonder la Confédération étudiante ;
- 2006 : l'UNEF participe à la mobilisation contre le Contrat première embauche. Ce contrat instaurait une période d'essai de deux ans pour l'embauche des moins de 26 ans, période pendant laquelle il pouvait être mis fin au contrat sans justification. Devant la forte mobilisation des étudiants et des salariés (les manifestations du 28 mars et du 4 avril ont rassemblé entre 1 et 3 millions de personnes), le Premier ministre Dominique de Villepin est contraint d'annoncer le retrait du projet ;
- octobre-novembre 2006 : l'UNEF lance une campagne contre les frais illégaux d'inscription. Certaines universités, comme celles de Grenoble II, Pierre Mendès-France, de Paris II Panthéon-Assas, sont forcées de les rembourser ;
- 2007 : scissions des AGE de Clermont-Ferrand (qui devient l'AGEC), de Paris IV (qui fonde l'AGEPS) et de Mulhouse qui rejoint la Confédération étudiante (création d'une nouvelle AGE, à Mulhouse, en 2014) ;
- mars 2007 : congrès des 100 ans à Lille. La TTE[pas clair] fusionne avec des militants dissidents de la majorité pour fonder la TUUD ;
- octobre 2008 : la sensibilité « Syndicalisme pour l'égalité » fusionne avec le reste de la Majorité Nationale ;
- février-mai 2009 : l'UNEF participe aux mouvements universitaires de 2007-2009 en France contre la Loi relative aux libertés et responsabilités des universités (LRU), la réforme du statut des enseignants-chercheurs (décret d'application de la loi LRU), la réforme des IUFM et les suppressions de postes ;

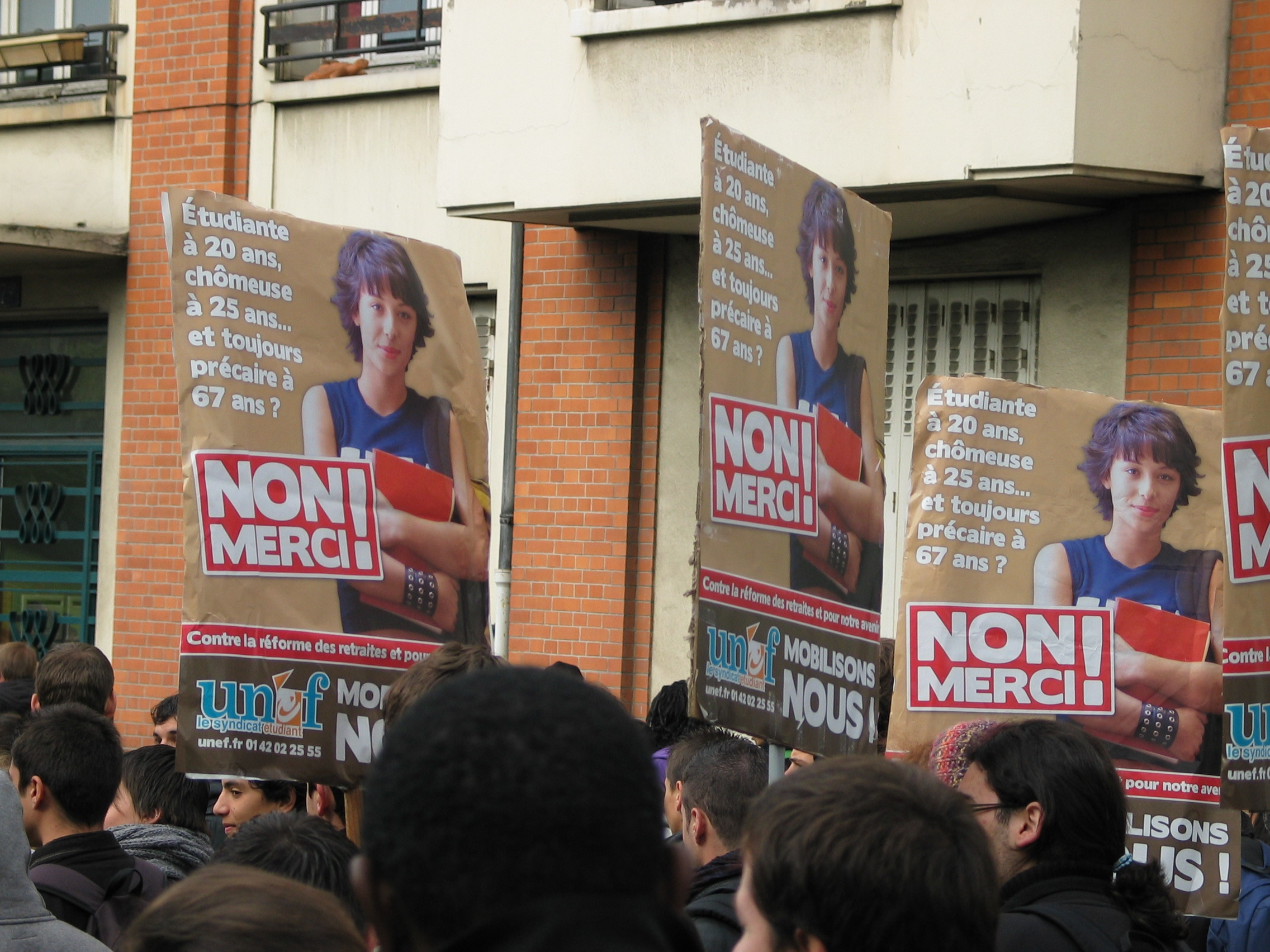
Lors des grèves contre la réforme française des retraites de 2010.

- juillet-août 2010 : l'UNEF lance une pétition devant l'annonce gouvernementale de la suppression du cumul par les étudiants entre les APL (aides au logement) et la demi-part fiscale, suppression vue comme un facteur de dégradation des conditions de vie étudiantes. Le 26 août, le gouvernement annonce l'abandon du projet ainsi que la mise en place, en deux temps, du 10e mois de bourse pour les étudiants (9 mois et demi en 2010 et 10 mois en 2011), mesure que réclamait l'UNEF[15] ;
- septembre-novembre 2010 : l'UNEF s'engage dans le mouvement contre la réforme des retraites qui repousse l'âge légal de départ à 62 ans, l'âge de départ sans décote à 67 ans, et qui allonge la durée de cotisation à 41,5 ans à l'horizon 2020.

En 2016, l'UNEF jusqu'alors premier syndicat étudiant est devancée pour la première fois par la Fédération des associations générales étudiantes (FAGE).
En septembre 2017, une enquête du Monde évoque des violences sexuelles et sexistes au sein du syndicat, puis en 2018, le journal Libération publie les témoignages de 16 femmes victimes déclarées de harcèlement et d'agressions sexuelles de la part de dirigeants de l'organisation étudiante entre 2007 et 2015,.
La Tendance unité et action syndicale (TUAS), proche des communistes, scissionne de l'UNEF en mai 2019 pour « options idéologiques incompatibles » et fonde la Fédération syndicale étudiante. Elle emmène avec elle une dizaine d'AGE locales et deux élus CNOUS. Demeure le flanc droit, toujours lié au Parti socialiste.
En 2020, Le Journal du dimanche avance que « le syndicat qui mobilisait comme personne le monde étudiant, qui cogérait tacitement certaines grandes universités, est tombée dans l'anonymat. » Celui-ci ne serait « plus guère audible sur le plan politique ni dans la rue ». Dans un article pour Charlie Hebdo fondé notamment sur les témoignages d'anciens dirigeants de l'UNEF, Laure Daussy rapporte un « déclassement intellectuel » du syndicat (selon Bruno Julliard) et la fin du positionnement historiquement très laïc et universaliste au profit d'une approche intersectionnelle, voire indigéniste. Cette rupture aurait eu lieu sous la présidence de William Martinet.
Le 4 avril 2023, dès suite d'un conflit avec l'administration, 17 sections locales font scission afin de former une nouvelle organisation syndicale étudiante avec l'Alternative : l'Union étudiante. Ce syndicat nait en partie après la proposition du partie de LFI de financer le projet d'un nouveau syndicat orientée politiquement à gauche, suivant sa ligne politique.
Cette scission est suivi d'une débâcle électorale nationale sans précédent pour l'UNEF depuis sa réunification, n'obtenant qu'un seul siège au CNESER, étant même distancée en terme de voix par l'UNI.
À la suite de ces évènements, l'UNEF poursuit un certain déclin, perdant un élu au CNOUS au profit de l'Union Étudiante. S'amorce alors une tentative de réforme du syndicat. La TMN (tendance majorité nationale), en proie à des difficultés, fusionne avec la TRADE (tendance réformiste pour une alternative démocratique et écologiste) afin de se maintenir à la tête du syndicat, à la suite du départ de nombreuses AGE à l'Union Étudiante. Cette fusion doit alors amorcer une réforme en profondeur du syndicat avec pour objectif une réunification du mouvement étudiant,.
Cependant, l'unité entre les deux tendances réunies ne dure pas et les tensions apparaissent rapidement. Pour certains, les réformes sont trop lentes, quand d'autres dénoncent une obstruction par les anciens membres de la TMN de toute réforme du syndicat. Le 7 juillet, un premier communiqué est publié et signé par 18 AGE, appelant à l'unité syndicale étudiante, et à la reprise des discussions avec l'Union Étudiante. Ce communiqué dénonce par ailleurs les errances du Bureau National, qui s'obstinerait à refuser toute réforme du syndicat.[réf. nécessaire]
Finalement, le 27 septembre 2024, de nouvelles sections locales font scission de l'UNEF, en fondant l'UNEF Renouveau Syndical (UNEF-RS). Il s'agit alors de la deuxième scission en moins de 2 ans pour l'UNEF. C'est la première fois que deux UNEF cohabitent depuis la réunification de 2001 de l'UNEF-ID et de l'UNEF-SE.[réf. nécessaire]
Avec l'Union Étudiante, qui paraphe parfois son logo avec la dénomination "Union Nationale des étudiant.e.s de France", et l'UNEF-RS, l'UNEF se voit pour la première fois de son histoire séparée en 3 organisations distinctes. [réf. nécessaire]

## Organisation

### Congrès
L'organe souverain de l'UNEF est le Congrès national qui se réunit tous les deux ans. Les délégués qui composent le Congrès sont élus par les congrès locaux, qui ont lieu dans chaque AGE avant le Congrès national, à la proportionnelle des scores réalisés par les textes d'orientation proposés par les tendances.[réf. nécessaire]
Le président actuel du syndicat, accompagnés du secrétaire et du trésoriers, anime les interventions. Chaque adhérents est conviés à assister au Congrès national. Une délégation local est mis en place dans chaque universités afin de grouper le trajet. Une cotisation individuelle est versée afin de couvrir les frais de déplacement, du logement pris sur place et la nourriture fournie.
Le Congrès se déroule généralement sur trois jours de suite. Le programme varie mais s'organise généralement autour de débat d'orientation des tendances, d'ateliers autour de thématiques problématisées de la vie étudiantes et d'interventions de personnalités invitées, souvent issus d'autres syndicats.
Les interventions ont lieu dans un amphithéâtre et sont chronométrées à 3 minutes par personnes. La liste des intervenants est déjà établie au préalable afin de répartir de manière équitable les prise de parole au sein des tendances.
Il s'achève sur le vote de modifications proposées par les différentes tendances concernant le règlement intérieur ou l'orientation nationale de l'UNEF. Ses motions sont débattues et votées, et seuls les délégués éluent localement et proportionnellement par tendance ont la capacité de voter.

### Bureau national
Le Bureau national est l'organe exécutif de l'UNEF. Il applique les décisions du Congrès et du Collectif national et assure le lien entre les AGE.[réf. nécessaire]
Le Bureau national est composé d'une quarantaine de membres issus des différentes tendances. C'est en son sein que siègent le président, le vice-président, le secrétaire général et le trésorier national.[réf. nécessaire]

### Tendances
L'UNEF reconnaît la possibilité pour ses adhérents de se regrouper en « tendances », qu'elle considère comme un des fondements de la démocratie interne. Le but d’une tendance, est de proposer une orientation syndicale qu’elle pourra défendre à l’intérieur de l’UNEF. Pour avoir une existence officielle, une tendance doit être soutenue par au moins trois présidents d’AGE dans deux académies différentes.
Lors des congrès, les tendances présentent des textes d’orientation entre lesquels les adhérents de l’UNEF doivent se prononcer. Le résultat de ce vote détermine l’orientation du syndicat, que chacun est censé respecter en externe quelles que soient ses opinions, et permet la répartition à la proportionnelle des postes dans les instances nationales et locales.
Ces tendances sont dans l'ordre alphabétique :
- tendance Action collective et luttes étudiantes (TACLE)[24], fondée à l'occasion du 84e congrès de l'UNEF en 2015, elle est issue de la Tendance pour un syndicalisme combatif (TSC), ainsi que d'une partie de la Tendance pour une majorité d'action syndicale (TMAS), après le départ du reste de la TMAS pour la Tendance unité et action syndicale (TUAS). La TSC et la TMAS venant originellement de la Tendance pour une Unef unitaire et démocratique (TUUD) ;
- tendance majorité nationale (TMN). Elle est majoritaire au sein de l'UNEF depuis la réunification de 2001. Auparavant elle était la tendance majoritaire au sein de l'UNEF-ID depuis 1994, elle est en effet la principale héritière de la Tendance indépendance et démocratie ;
- tendance réformiste pour une alternative démocratique et écologiste (TRADE), créée lors du 86e Congrès, issue de la Tendance pour une alternative syndicale et réformiste (TASER), elle-même issue majoritairement issue de la Tendance Refondation syndicale. Celle-ci porte une ligne réformiste et social-écologique au sein du syndicat ;
- tendance Unité & Action (U&A ou TUA) (anciennement Tendance Action syndicale (TAS)), fondée à la suite de la scission ayant créé la Fédération syndicale étudiante, l'occasion du 86e congrès de l'UNEF, en 2019. Elle est issue de la Tendance unité et action syndicale (TUAS), lancée au 84e congrès de l'UNEF en 2015, elle-même issue du rassemblement d'une partie de l'ancienne Tendance pour une majorité d'action syndicale (TMAS) et de la Tendance pour une Unef unitaire et démocratique (TUUD) et de militants issus de la majorité nationale, notamment l'ancienne sensibilité DEMOS.

### Financement
Une note ministérielle confidentielle demandée à la suite des déclarations de Mélanie Luce en mars 2021 indique que l'UNEF bénéficie de subventions « pour la formation des élus et le fonctionnement général ». Le syndicat aurait perçu 458 850 euros de subvention annuelle publique en 2019 et 2020, une somme calculée au prorata des résultats obtenus lors des dernières élections du CNOUS. Elle est la deuxième association étudiante la mieux financée après la FAGE,.

### Anciens responsables

#### Personnalités passées par l'UNEF
En un siècle d'histoire, l'UNEF a vu passer de nombreuses personnalités. Beaucoup d'entre eux ont par la suite poursuivi une carrière en politique. On peut par exemple citer :
- Manon Aubry[39]
- Clémentine Autain[40]
- Alain Bauer[41]
- Olivier Besancenot[41]
- Christophe Borgel[41]
- Jean-Christophe Cambadélis[42]
- Alexis Corbière[43]
- Harlem Désir
- Julien Dray
- Tony Dreyfus
- Stéphane Fouks
- Georges Frêche[41]
- Raquel Garrido[43]
- Benoît Hamon[44]
- François Hollande[45]
- Lionel Jospin[46]
- Bruno Julliard
- Alain Krivine[41]
- Jack Lang
- Jean-Marie Le Guen
- Jean-Marie Le Pen[47]
- Jean-Luc Mélenchon
- Étienne Mougeotte[41]
- Pierre Péan[41]
- Ali Rabeh
- Guy Roux[41]
- Jacques Sauvageot[41]
- Philippe Séguin[48]
- Benjamin Stora
- Manuel Valls

Des anciens de l'UNEF sont regroupés dans l'association des anciens de l'UNEF, elle est ouverte à tous les anciens membres de l'UNEF ayant eu une responsabilité dans l’organisation.

## Positionnement
L'UNEF se réclame du syndicalisme de transformation sociale. Elle a pris position sur de nombreux sujets concernant l'enseignement supérieur, les conditions de vie et d'étude des étudiants mais ses principales revendications sont les suivantes :

### Démocratisation et sélection dans l'enseignement supérieur
L'UNEF exige une plus grande démocratisation de l'enseignement supérieur. Cette revendication part du constat que l'enseignement supérieur se serait plus massifié (il y a plus de 2,2 millions d'étudiants) que réellement démocratisé : l'échec reste très fort en premier cycle.
Selon l'UNEF, les classes préparatoires aux grandes écoles (CPGE) peuvent être considérées comme des voies de contournement des premiers cycles de l'Université, de même que des filières courtes réputées sélectives comme les IUT, où l'encadrement est plus important qu'en premier cycle universitaire et les taux de réussite bien plus élevés.
L'UNEF avance plusieurs propositions pour permettre cette démocratisation de l'enseignement supérieur : la fin de la division entre Grandes Écoles et Universités, la multiplication des cours en petits groupes et des TD face aux cours magistraux, une plus grande interdisciplinarité des cursus permettant des changements de filière pour limiter les erreurs d'orientation…
En ce qui concerne la sélection à l'Université, l'UNEF a participé aux négociations sur la loi LRU dite Loi Pécresse et, après avoir obtenu (avec les autres organisations étudiantes) l'absence de la sélection à l'entrée en master 1 et le contrôle national des frais d'inscriptions, l'association a jugé le texte « équilibré ». Toutefois, l'UNEF a jugé que Valérie Pécresse n'aurait pas tenu ses promesses budgétaires, a dénoncé "un budget en trompe-l'œil" qui pousserait les universités à se tourner vers le privé, et a appelé à prendre part au mouvement contre la loi LRU. L'UNEF demande également au gouvernement dirigé par François Fillon de "revenir" sur la composition des Conseils (et notamment du Conseil d'Administration, où la représentation étudiante est fortement diminuée). Selon certains journalistes, elle ne souhaite pas se laisser déborder par des organisations plus radicales.

### Prises de position sur les discriminations et l'antiracisme
En 2017, l'UNEF prend position concernant les modes d'action pour les réunions « non-mixtes racisées » ou trans, autrement dit dans lesquelles ne peuvent participer les personnes blanches ou cisgenres.
En mars 2021, la présidente de l'UNEF, Mélanie Luce, provoque de nombreuses critiques en affirmant sur Europe 1 que l'association organise des rassemblements en non-mixité masculine ou blanche, « pour permettre aux personnes touchées par le racisme d'exprimer ce qu'elles subissent ». Elle précise que ces réunions n'ont pas de rôle décisionnel et que l'UNEF « considère la lutte contre le racisme doit se faire avec à la fois les personnes blanches et les personnes non-blanches ».
Différentes personnalités du gouvernement, de gauche, de droite et d'extrême droite dénoncent un « indigénisme », un « séparatisme », un « islamo-gauchisme » ou un « racialisme » et réclament des poursuites judiciaires ou la dissolution du syndicat. Christophe Castaner, président du groupe La République en marche à l'Assemblée nationale qui a été l'un des responsables du syndicat Unef dans sa jeunesse déclare que « l'Unef a fait le choix d'un clientélisme indigéniste scandaleux ». D’autres hommes politiques condamnent l’évolution du syndicat. Ainsi, pour Jean-Christophe Cambadélis, lui-même un des principaux animateurs du mouvement étudiant en 1976, « l'Unef n’est plus un syndicat, c’est un mouvement politique groupusculaire : on se croirait en Chine maoïste ». Le ministre de l'Éducation nationale, Jean-Michel Blanquer affirme vouloir porter l'affaire en justice et réfléchir à « d'éventuelles évolutions législatives » afin d'interdire la pratique,,,. Emmanuel Macron demande une note ministérielle sur le sujet : celle-ci accuse l'UNEF d'être proche des Étudiants musulmans de France, « coupé de sa base » et en perte de vitesse.

### Allocation d'autonomie universelle
La proposition d'un revenu universel étudiant est de longue date une revendication du syndicat. En août 2022, Imane Ouehladj propose ainsi une allocation inconditionnelle, sans prise en compte des revenus des parents et calqué sur le seuil de pauvreté. Elle appelle alors de nombreuses tribunes de réponse, les objections portant essentiellement sur le refus de toute modulation du montant selon des critères sociaux et sur l'universalité de la mesure, certains allant jusqu'à en faire une "aide anti-sociale".

## Liens avec d'autres organisations

### Structures associées
Au cours de son histoire, les différentes UNEF ont participé à la création de nombreuses structures de la vie étudiante, parmi lesquelles notamment la FSEF, la MNEF, la LMDE, l'ESIB, la FERUF, l'UCEF… Mais aussi avec des syndicats professionnels comme la CGT
De plus, l'UNEF actuelle est aussi membre des structures suivantes :
- l'EPSE (Expertise et prévention pour la santé des étudiants)[68], cette association a été créée en 2003 à l'initiative de la LMDE, et avec l'aide de l'UNEF, afin de mener des enquêtes pour mieux connaître la situation sanitaire et sociale des étudiants ;
- le CIDJ, Centre d'information et de documentation jeunesse ;
- l'OVE, Observatoire national de la vie étudiante ;
- la FFSU, Fédération française du sport universitaire ;
- la FUAJ, Fédération unie des auberges de jeunesse ;
- le FFJ, Forum français de la jeunesse ;
- la CAJ, Commission Armée Jeunesse ;
- l'ISIC (Carte d'identité étudiante internationale ou International Student Identity Card).

L'UNEF est un temps aussi associée à l'USL (Union Syndicale Lycéenne), un syndicat lycéen.

### Mutualisme étudiant
Après la Seconde Guerre mondiale, l'UNEF obtient auprès des pouvoirs publics la création d'un régime de sécurité sociale étudiant, distinct du régime général et géré par la Mutuelle nationale des étudiants de France (MNEF).
Après la disparition de la MNEF, celle-ci a été remplacée comme mutuelle étudiante nationale par La Mutuelle des étudiants (LMDE). Depuis 2001, la Fédération des associations générales étudiantes (FAGE) ne participe plus aux élections de LMDE et l'UNEF reste la seule organisation à siéger dans ses instances. Les liens entre le syndicat et la mutuelle sont étroits. L'UNEF bénéficie d'aides financières de LMDE pour des évènements comme son congrès alors que des militants de l'UNEF participent aux campagnes de prévention ou de publicité de la mutuelle sur le terrain. Il en est de même pour les organisations partenaires de l'UNEF, telles que l'UNL.
Alors que d'autres organisations étudiantes ou les préconisations de la Cour des comptes demandent que soit mis fin au régime étudiant spécifique de sécurité sociale, l'UNEF critique son manque de financement et demande au contraire des réformes pour permettre son maintien et son développement compte tenu des « missions particulières qu’il est censé remplir, notamment en matière de prévention ». Elle demande la fusion de la LMDE et des SMER pour revenir à un seul opérateur, situation existante avant la création des SMER dans les années 1970.

### Avec les syndicats de salariés

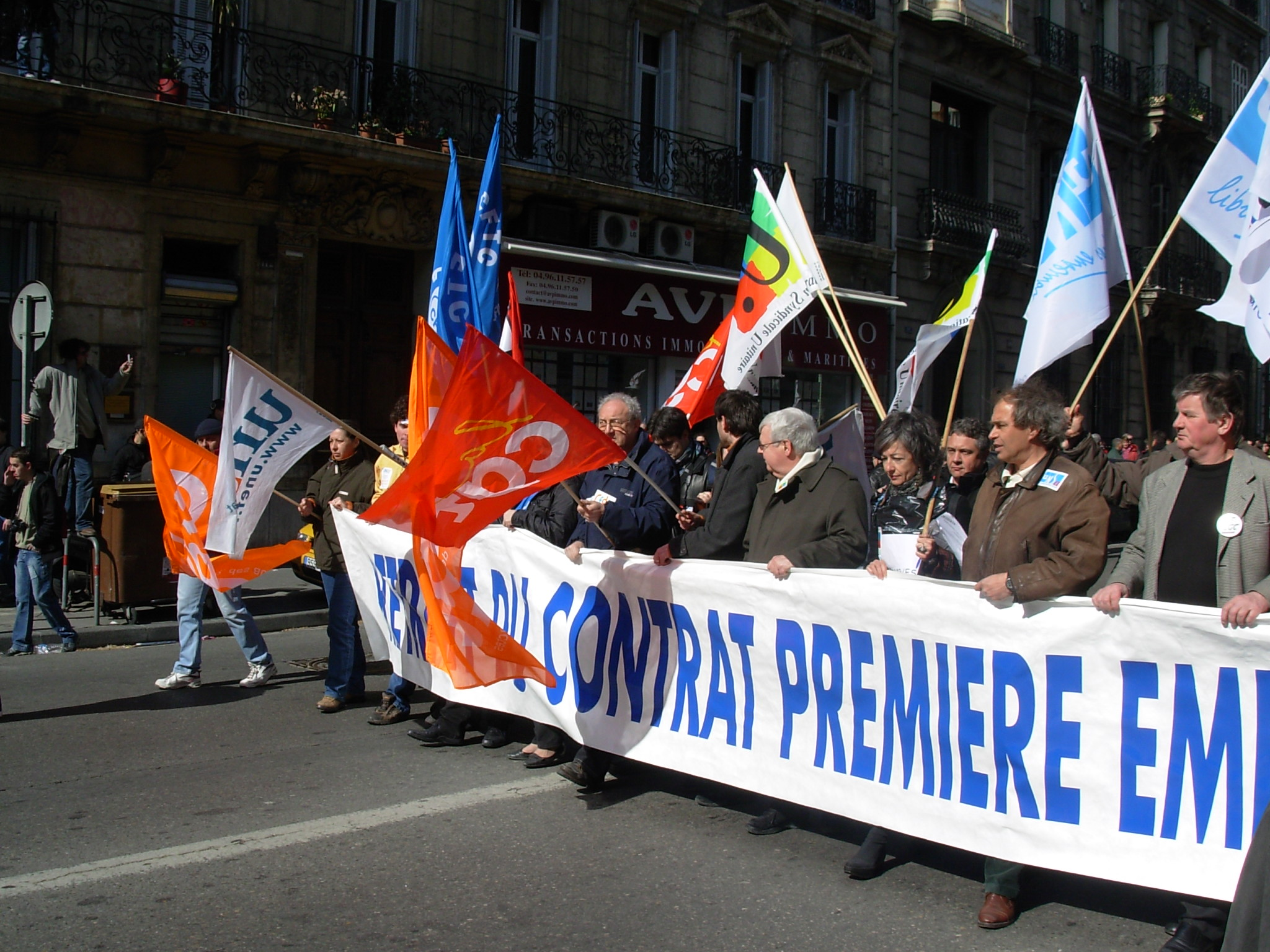
Cortège syndical à Marseille lors du mouvement contre le CPE (2006).

Longtemps apolitique, l'UNEF se rapproche des syndicats de salariés à l'occasion notamment de la guerre d'Algérie, lorsqu'avec la CGT et la CFTC elle organise des manifestations pour la paix ou, avec le SNESUP et le SGEN, elle participe à un « Front universitaire antifasciste ».
L'UNEF entretient aujourd'hui de bons rapports avec la majorité des grandes organisations syndicales généralistes et de l'enseignement supérieur (CGT, FO, UNSA, CFTC, FSU) avec qui elle édite parfois des documents comme le guide des étudiants salariés.
Elle a toutefois des rapports plus distants avec certaines organisations qui ont choisi d'accepter l'adhésion d'un syndicat étudiant comme l'Union syndicale Solidaires avec Solidaires étudiant-e-s ou qui ont eu un partenariat privilégié[réf. nécessaire] avec un syndicat étudiant comme la CFDT avec la FAGE. La CFE-CGC ne semble pas s'intéresser à l'enseignement supérieur.

### Avec les partis politiques
Au cours de son histoire, l'UNEF a connu de nombreuses évolutions dans ses rapports aux partis politiques. Association apolitique à sa création, elle se transforme à partir de 1946 (Charte de Grenoble) et des années 1950 en un véritable syndicat étudiant.
Durant la guerre d'Algérie, l'UNEF s'engage nettement en faveur de la paix ce qui lui vaut des pressions de la part du pouvoir gaulliste qui lui impose la signature d'une « charte d’apolitisme » avant de créer une fédération concurrente.
Après 1968, l'UNEF devient le lieu d'affrontements de nombreux groupes communistes, maoïstes, trotskistes,, etc. Au début des années 1970, trois tendances, chacune dirigée par un groupe politique, se structurent : le bureau national est formé de membres du PSU et les deux minorités, « Renouveau » et « Unité syndicale », sont dirigées l'une par des communistes, l'autre par des trotskistes lambertistes. En 1971, la direction PSU renonce au syndicalisme étudiant et se retire, laissant face à face les deux tendances : chacune convoque alors un congrès, c'est l'origine de la scission. Il y a alors deux UNEF et on prend l'habitude de les distinguer par les noms des anciennes tendances : l'UNEF Renouveau (ou UNEF-RE) et l'UNEF Unité syndicale (ou UNEF-US).
L'UNEF dite Renouveau puis SE (Solidarité étudiante), a constamment eu des dirigeants membres du Parti communiste alors que l’UNEF-ID (Indépendante et démocratique), issue de l'union de l'UNEF-US et de diverses organisations étudiantes est d'abord dirigée par des étudiants lambertistes qui suivent Jean-Christophe Cambadélis et Philippe Darriulat au PS en 1986. La crise de 1993, lors de laquelle une partie des dirigeants de la majorité (Tendance indépendance et action) sous la conduite d'Emmanuelle Paradis et de Pouria Amirshahi reproche au président, Philippe Campinchi, d'avoir mis l'UNEF-ID au service du ministère Jospin, conduit à un partage de la direction puis à l'élection au congrès de 1994 d'une direction proche de la Gauche socialiste de Julien Dray avec Pouria Amirshahi qui devient président de l'UNEF-ID.
Au début des années 2000, l'aile « réformiste », réputée proche de François Hollande au Parti socialiste, quitte l'UNEF pour la Confédération étudiante alors qu'à l'explosion de la Gauche socialiste Henri Emmanuelli est proche du président Yassir Fichtali. Selon Les Inrockuptibles en 2013, la gauche du Parti socialiste, et notamment Pouria Amirshahi du courant Un monde d'avance, a une influence directe sur le choix du nouveau président de l'UNEF.
Du fait de ses liens étroits depuis les années 1980, le syndicat est qualifié, par certains journalistes comme « une écurie du Parti socialiste »,,, voire de « pouponnière » du Parti socialiste. En 2013, les députés socialistes Pascal Cherki, Pouria Amirshahi et Mathieu Hanotin, tous trois anciens responsables de l'UNEF, ont fait bénéficier le syndicat d'une partie de leur réserve parlementaire.

## Représentativité dans les instances étudiantes nationales

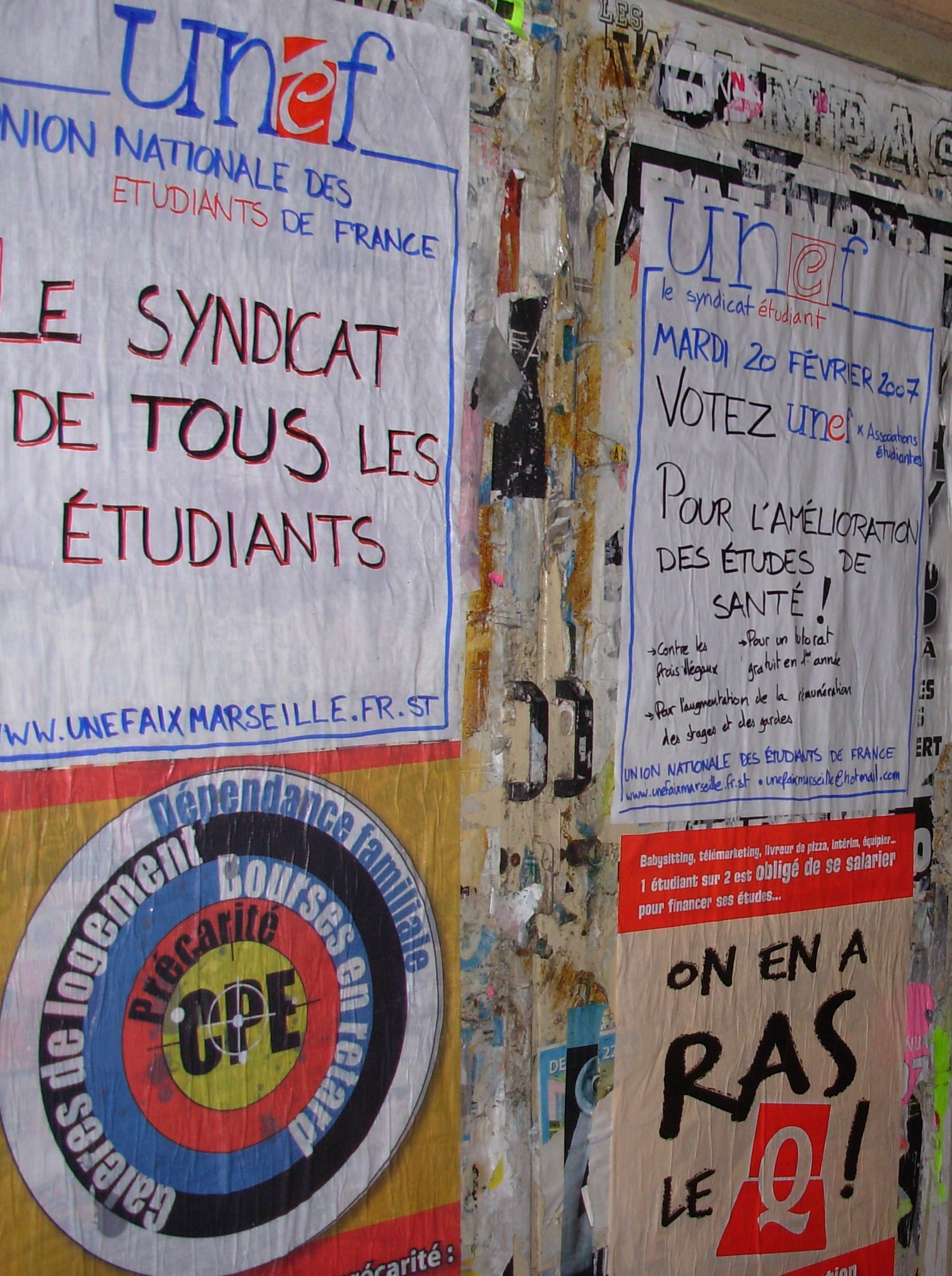
Affiches de l'UNEF pour une élection.

L'UNEF a un rôle de représentation des étudiants dans les instances locales et nationales.
Au sein du Conseil national de l'enseignement supérieur et de la recherche (CNESER), l'UNEF obtient entre 4 et 5 sièges dans cette instance depuis sa refondation. En 2017, elle améliore son score aux élections du CNESER, battant un « record historique ». Cependant, l'UNEF voit ensuite ses résultats reculer. En 2019 et en 2021, elle ne parvient à faire élire que deux représentants.
En ce qui concerne les élections au CNOUS, l'UNEF obtient la première place jusqu'en 2015. Cependant, en 2017, la FAGE remporte pour la première fois les élections du CNOUS face à l’UNEF, s’imposant avec 76 élus contre 66.
En 2021, elle est la deuxième organisation (derrière la FAGE) en nombre de sièges au CNESER (deux élus sur onze) et la deuxième au CROUS (trois élus sur huit). Le magazine Marianne note que les étudiants ont tendance à ne pas s'intéresser aux élections étudiantes, ce qui fait que l'UNEF ne pèse que 1,8 % des voix des étudiants inscrits ; en moyenne, une liste élue au conseil d'administration obtient seulement 2,5 % des voix de l'ensemble du corps électoral.

### Résultats aux élections du CNESER
| Année | voix | %     | Sièges | Variation     | Rang | Commentaire |
| ----- | ---- | ----- | ------ | ------------- | ---- | --- |
| 1989  | -    | 35,67 | 4      | en stagnation | 1er  | |
| 1991  | -    | 32,05 | 4      | en stagnation | 1er  | |
| 1994  | 333  | 25,98 | 3      | 1             | 2e   | |
| 1996  | 464  | 29,5  | 4      | 1             | 1er  | |
| 1998  | 611  | 38,12 | 5      | 1             | 1er  | |
| 2000  | 684  | 44,32 | 5      | en stagnation | 1er  | liste commune avec UNEF-SE |
| 2002  | 669  | 39,63 | 5      | en stagnation | 1er  | réunification avec l'UNEF-SE |
| 2004  | 717  | 37,99 | 5      | en stagnation | 1er  | |
| 2006  | 805  | 41,8  | 5      | en stagnation | 1er  | |
| 2008  | 774  | 38,2  | 5      | en stagnation | 1er  | |
| 2010  | 807  | 39,25 | 5      | en stagnation | 1er  | |
| 2012  | 592  | 36,34 | 4      | 1             | 1er  | élections annulées |
| 2013  | 648  | 42,04 | 5      | en stagnation | 1er  | |
| 2015  | 607  | 42,04 | 5      | en stagnation | 1er  | |
| 2017  | 496  | 34,5  | 4      | 1             | 2e   | Deuxième fois de son histoire que l'UNEF finit en deuxième position des élections du CNESER, et première fois depuis sa réunification avec l'UNEF-SE, la FAGE finissant première. |
| 2019  | 274  | 20    | 2      | 2             | 2e   | |
| 2021  | 231  | 17    | 2      | en stagnation | 3e   | Passage en troisième position derrière la liste L'Alternative |
| 2023  | 169  | 12.1  | 1      | en diminution | 4e   | Passage derrière l'UNI |

## Polémiques

### Violences sexuelles et sexistes
En novembre 2017, une enquête du journal Le Monde a souligné la « violence sexiste » et le « harcèlement sexuel » qui ont été des pratiques courantes sous diverses présidences. Interrogé par le quotidien, l'ancien président de l'UNEF Jean-Baptiste Prévost a reconnu que l'organisation n'était « sans doute pas exempte de reproches »,.
Cette enquête est complétée quelques semaines plus tard par un nouveau volet qui est accompagné d'une tribune signée par plus de 80 anciennes et actuelles militantes de l'UNEF dénonçant « une expression exacerbée de la domination physique et sexuelle ». Ce volet met notamment en valeur le « système de prédation » sexuelle qui s'est développé sous le mandat de Jean-Baptiste Prévost, dans lequel il est lui-meme impliqué et « généralisé » sous celui de son successeur Emmanuel Zemmour.
Les violences n'auraient commencé à diminuer qu'avec l'élection de William Martinet à la présidence du syndicat étudiant. Dans le prolongement des révélations du journal Le Monde, l'UNEF a ouvert une boîte mail afin de recueillir les témoignages.
Bien que la présidente de l’UNEF Lilâ Le Bas ait assuré que « le silence et l’omerta, aujourd’hui, ne sont plus la loi », une étudiante a déposé en décembre 2017 à Nice une plainte pour viol à l'encontre d'un masseur recommandé par la section locale de l'UNEF, plainte que le syndicat avait tenté d'étouffer. Le président de l’antenne de l’UNEF, Paul Morançay a depuis démissionné. Il a reconnu que l'Association générale d'étudiants (AGE) avait « essayé de se couvrir de la peur de poursuites »,,. Le « silence » de la section locale aurait entrainé le départ d’une grande partie de ses membres.

### Laïcité et signes religieux
Concernant le port du voile, l’UNEF, syndicat historiquement féministe et laïc, s'était prononcé en 2013 contre ce port dans l'enceinte de l'université.
En 2018, néanmoins, alors qu'une responsable voilée de l'UNEF à l'université Paris IV est critiquée, certains voyant une contradiction avec les valeurs féministes du syndicat et l’affichage d’un symbole religieux, celui-ci prend sa défense. L'ancien président de l'UNEF, Bruno Julliard, estime pour sa part que « le discours de l'UNEF pour défendre le voile, ce sont des décennies de combat piétinées ».
Jean-Christophe Cambadélis, également ancien président du syndicat, émet un avis semblable : « Cette femme voilée, c'est une provocation. Si l'Unef ne revient pas à une dimension plus syndicale, à d'abord défendre les droits des étudiants, ils termineront en groupuscule ».
Selon une enquête d’Abel Mestre du Monde, l'UNEF ouvre en 2015 une salle de prière lors d’un collectif national à la demande de militants musulmans. D’après le journaliste, il s’agit d’« un épisode qui ne se répétera pas ». Le syndicat opère par la suite une volte-face, à mesure que son nombre d'adhérents chute et que des accords se nouent avec les Étudiants musulmans de France lors de plusieurs élections étudiantes.
En janvier 2018, aux côtés du syndicat Solidaires étudiant-e-s de l'université Paris VII, le syndicat essaye d'empêcher une représentation de la pièce Lettre aux escrocs de l'islamophobie qui font le jeu des racistes tirée du livre de Charb au motif que cet événement « participe à ce mouvement de construction raciste d'un ennemi de l'intérieur d'une catégorie racialisée dangereuse le/la musulman-e ».
Les réactions critiques aux prises de position de l'UNEF viennent d'intellectuels, de journalistes et de partis politiques. Pour Jack Dion, directeur adjoint de la rédaction de Marianne, le syndicat réhabilite le blasphème.
Le 17 septembre 2020, lors d'une audition à l'Assemblée nationale sur « La Covid-19 et la jeunesse », trois députés des Républicains (Marianne Dubois, Pierre-Henri Dumont, Frédéric Reiss) et une élue de la majorité présidentielle (Anne-Christine Lang) quittent les lieux pour protester contre la présence de la syndicaliste et vice-présidente de l'UNEF Maryam Pougetoux, venue vêtue d'un hidjab. Toutefois, la présidente de la commission, Sandrine Mörch, indique qu'« aucune règle n'interdit le port de signe religieux pour les personnes auditionnées ».
Le 19 octobre 2020, à la suite de la décapitation d'un professeur d'histoire, Samuel Paty, l'UNEF est huée lors de sa participation aux manifestations, des participants à celles-ci reprochant les dérapages d'élus de l'UNEF sur l'islamisme.

### Questions ethniques
En décembre 2017, la vice-présidente de l'Unef Lille Hafsa Askar provoque l'indignation d'internautes en déclarant qu'il fallait « gazer tous les blancs, cette sous-race ». Ses tweets ressortent en 2019 dans la presse après d'autres tweets polémiques sur l'incendie de Notre-Dame de Paris.
En mars 2019, l'UNEF s'associe aux actions de blocage et aux critiques par des activistes se réclamant de l'antiracisme (Ligue de défense noire africaine, Brigade anti-négrophobie, CRAN) de la pièce Les Suppliantes, d’Eschyle présentée à la Sorbonne. La raison de ces critiques est le fait que les actrices qui interprètent les Danaïdes (des Égyptiennes dans la pièce) ont le visage grimé en sombre et portent des masques cuivrés. Ce maquillage est assimilé à la pratique du blackface par les activistes antiracistes. L'UNEF y voit la « perpétuation de schémas racistes ». Des personnalités du monde de la culture qualifient ces attaques de « logique de censure intégriste et identitaire ». Les ministres de l'Enseignement supérieur et de la Culture « condamn[ent] fermement cette atteinte sans précédent à la liberté d'expression ». Pour Pierre Jourde, ancien responsable de l’UNEF à Paris XII, le syndicat est devenu « idiot, totalitaire, analphabète et obscurantiste » et est un « syndicat de talibans ».

### Incendie de Notre-Dame de Paris
À la suite de l'incendie de Notre-Dame de Paris, en 2019, la vice-présidente de l'Unef Lille, Hafsa Askar, suscite l'indignation en commentant sur Twitter : « Objectivement c'est votre délire de petits blancs. […] Je m’en fiche de Notre-Dame car je m’en fiche de l’histoire de France ».
Peu de temps avant, un autre dirigeant de l'Unef, Édouard Le Bert, membre du bureau national, commentait : « Ça y est drame national, une charpente de cathédrale brûle ».
Gilles-William Goldnadel, président de l'association Avocats sans frontières, annonce alors vouloir porter plainte.
L'Unef et sa présidente, Mélanie Luce, condamnent les propos (celle-ci est d'abord critiquée pour ne pas les avoir condamnés directement),, tout en dénonçant le harcèlement subi par Hafsa Askar, mais sans désapprouvé les Tweets racistes de cette dernière.

### Accusations à la suite d'un relais du placardage de noms de professeurs
Le 4 mars 2021, l’UNEF de Grenoble relaye une photo d’un collage à l’entrée de l’Institut d'études politiques de Grenoble accusant deux professeurs d’être « fascistes » et « islamophobes » et nommant explicitement les professeurs concernés. Ceux-ci auraient tenu des propos islamophobes, ont contesté la pertinence du terme « islamophobie » et l'un d'entre eux est accusé de discrimination syndicale pour avoir refusé l'entrée dans ses cours aux étudiants membres de l'Union Syndicale Sciences Po Grenoble,.
Le geste de l’UNEF de Grenoble provoque un tollé sur les réseaux sociaux, de nombreux internautes condamnant l’association étudiante et demandant sa dissolution,. Un parallèle est fait par l'un des professeurs avec l’assassinat de Samuel Paty, lui-même assassiné après avoir été « doxxé » et accusé d’islamophobie. L'UNEF nationale dénonce une action « maladroite et dangereuse », déclarant « son opposition à toute haine, à tout lynchage public et son attachement à la liberté d'expression ».

### Réunions en non mixité et interdites aux personnes de couleur blanche
En mars 2021, l'UNEF est accusé d'avoir organisé des réunions en non mixité et interdites aux personnes blanches. En effet, Mélanie Luce, alors présidente de l'UNEF, reconnait sur Europe 1 la tenue de réunion en non mixité afin que les personnes "racisées" puissent s'exprimer librement. L'organisation est très vite accusée de ne pas respecter « les principes républicains ». Plusieurs élus de droite et de la majorité présidentielle ont demandé la dissolution du syndicat. Jean-Michel Blanquer, ministre de l'éducation nationale au moment des faits, déclare que « Les gens qui se prétendent progressistes et qui […] distinguent les gens en fonction de leur peau, nous mènent vers des choses qui ressemblent au fascisme ». Anne Hidalgo et le Parti socialiste ont condamné ces pratiques « dangereuses » et menaçant la laïcité.

### Sources
- Les archives de l'UNEF jusqu'à sa scission de 1971 sont conservées essentiellement aux  Archives nationales sous la cote 46 AS, et à La Contemporaine où elles ont fait l'objet de programmes BDIC/GERME, cotes F delta 1151, 1154, 1157, 1159, 1161, 1174, 1183 et F delta 1081. Les archives UNEF unité syndicale (1971-1980) sont également conservées à La Contemporaine. Les archives de l'UNEF ID (1980-2001) sont en cours de traitement à la Cité des mémoires étudiantes.
- Le collectif Pour l'histoire de l'UNEF ! (1971-2001) propose un guide des sources localisant les archives de l'UNEF dite Renouveau et/ou SE

### Filmographie
- Jean-Michel Rodrigo, Georges Terrier, L'Unef et les frondes étudiantes, documentaire télévisuel de 52 minutes. Une production Mécanos Productions/INA/Telessonne/ATOM, DVD édité par Aux Docks !, 2011 (pour voir un extrait).

### Archives
- Inventaire du fonds d'archives de l' Unef (1924 - 1971) conservé à La Contemporaine.
- Description du fonds de l'UNEF en salle des inventaires virtuelle des Archives nationales
- « UNEF : histoire d'une pépinière de dirigeants », La Dépêche du Midi (consulté le 24 juillet 2024)
- Le collectif Pour l'histoire de l'UNEF ! (1971-2001) propose un guide des sources localisant les archives de l'UNEF dite Renouveau et/ou SE